# Rakija od vina
Rakija od vina je u smislu Pravilnika o jakim alkoholnim pićima Republike Hrvatske jako alkoholno piće. Proizvodi ga se isključivo iz vinskog destilata. Vinski destilat za ovu svrhu dobiva se destilacijom vina ili vina pojačanog za destilaciju na manje od 86 % vol. alkohola ili redestilacijom vinskog destilata na manje od 86% vol. alkohola. Količina hlapivih tvari u rakiji od vina je najmanje 125 grama po hektolitru preračunato na 100 % vol. alkohola. Najveća količina koju smije sadržavati je 200 grama po hektolitru preračunato na 100 % vol. alkohola. Da bi smjela ići na tržište kao gotov proizvod rakija od vina ne smije imati alkoholnu jakost nižu od 37,5% vol. Ne smije se dodavati razrijeđeni ili nerazrijeđeni alkohol, ne smiju se aromatizirati osim u tradicionalnim načinima proizvodnje a za prilagodbu boje smije sadržavati jedino dodani karamel. Ako se rakiju od vina podvrgnulo dozrijevanju, smije ju se staviti na tržište, uz uvjet da je dozrijevala jednako dugo ili duže od razdoblja navedenog u zakonskom aktu. Od rakije od vina pravi se Weinbrand to jest brandy.